# Mentalidad victimista
La mentalidad de víctima o complejo de víctima es un concepto psicológico que se refiere a una mentalidad en la que una persona, o un grupo de personas, tiende a reconocerse o considerarse víctima de las acciones de otros. El término también se utiliza en referencia a la tendencia a culpar a los demás de sus desgracias, lo que también se conoce como victimismo.   Puede desarrollarse como un mecanismo de defensa para hacer frente a acontecimientos negativos de la vida. 
La mentalidad de víctima puede desarrollarse a partir del abuso y de situaciones ocurridas durante la infancia y hasta la edad adulta. De manera similar, los criminales a menudo adoptan un pensamiento de víctima, pretendiendo actuar moralmente y argumentando que cometen delitos sólo como reacción a un mundo inmoral, y sintiendo además que las autoridades los están seleccionando injustamente para perseguirlos.  Esta mentalidad también podría derivar de patrones de trauma que podrían hacer que uno se sienta como una víctima. 
Se han observado características de la mentalidad de victimización a nivel grupal, aunque no todos los rasgos a nivel individual son aplicables a los grupos. 

## Características
El complejo de víctima tiende a ser descrito como un rasgo de personalidad de una persona que cree ser víctima constante y sufrir las consecuencias de las acciones de otras personas. Aunque la autocompasión es algo normal, ya que es una de las etapas clave del duelo, debería ser temporal y reducida en comparación con los sentimientos exagerados de culpa, vergüenza, impotencia, etc. La mayoría de las veces, las personas que son víctimas complejas se dejan consumir fácilmente por la depresión. 
- Identificar a otros como causa de una situación no deseada y negar la responsabilidad personal por la propia vida o circunstancias. [7]
- Atribuir intenciones negativas al infractor. [8]
- Creer que otras personas son generalmente más afortunadas. [9]
- Obtener alivio al sentir lástima por uno mismo o recibir simpatía de los demás. [9]

Se ha caracterizado típicamente por actitudes de pesimismo, autocompasión e ira reprimida.
Las personas con mentalidad de víctima también pueden:
- muestran una tendencia general a percibir una situación de manera realista; sin embargo, pueden carecer de conciencia o curiosidad acerca de la raíz de la impotencia real en una situación,
- Muestran un sentimiento de merecimiento y egoísmo[11]
- Se ponen a la defensiva, incluso cuando otros intentan ayudar. [12]
- Evitan correr riesgos. [13]
- Exhiben indefensión aprendida.[14][15]
- Son autohumillantes.[16]
- Sienten la importancia de ser vistos como víctimas por los demás.[17]
- Tienen la tendencia a culpar a otros por el resultado de una situación.[17]

A nivel individual y colectivo, otras características de una mentalidad de víctima incluyen: 
- Necesidad de reconocimiento  – el deseo de los individuos de que su condición de víctimas sea reconocida y afirmada por otros. Este reconocimiento ayuda a reafirmar las suposiciones básicas positivas que tiene el individuo sobre sí mismo, los demás y el mundo en general. Esto también implica que los infractores reconozcan sus faltas. A nivel colectivo esto puede alentar a las personas a tener un bienestar positivo con respecto a los eventos traumáticos y fomentar actitudes conciliadoras en los conflictos grupales.[5]
- Elitismo moral  – la percepción de la superioridad moral de uno mismo y de la inmoralidad del otro, tanto a nivel individual como grupal. A nivel individual, esto tiende a implicar una visión "en blanco y negro" de la moralidad y de las acciones de los individuos. El individuo niega su propia agresividad y se ve a sí mismo como débil y perseguido por lo moralmente impuro, mientras que a la otra persona es vista como amenazante, perseguidora e inmoral, preservando la imagen de un yo moralmente puro. A nivel colectivo, el elitismo moral significa que los grupos enfatizan el daño que se les inflige, mientras que al mismo tiempo se ven a sí mismos como moralmente superiores. Esto también significa que los individuos consideran que su propia violencia es justificada y moral, mientras que la violencia del exogrupo es injustificada y moralmente incorrecta.[5]
- Falta de empatía: debido a que los individuos están preocupados por su propio sufrimiento, tienden a no estar dispuestos a desviar el interés hacia el sufrimiento de los demás. O bien ignorarán el sufrimiento de los demás o actuarán de forma más egoísta. A nivel colectivo, los grupos preocupados por su propia victimización no están dispuestos a ver la perspectiva del exogrupo y muestran menos empatía hacia sus adversarios, además de ser menos propensos a aceptar la responsabilidad por los daños que cometen. Esto da como resultado que el grupo sea colectivamente egoísta. [18]
- Rumia: las víctimas tienden a centrar su atención en su angustia y sus causas y consecuencias en lugar de en las soluciones. Esto provoca agresión en respuesta a insultos o amenazas y disminuye el deseo de perdón al incluir un deseo de venganza contra el perpetrador. Una dinámica similar se desarrolla a nivel colectivo. [5]

## Víctimas de abuso y manipulación
El abuso sexual y la mentalidad de víctima parecen tener fuertes conexiones. Independientemente del género, todos los grupos de edad obligados a participar y realizar actos sexuales no consentidos tienen más probabilidades de desarrollar sentimientos de autorrecriminación, culpa y auto-reproche por los actos que fueron obligados a realizar.  El abuso sexual también puede manifestarse de otras maneras, como caricias, sugerencias y comunicaciones verbales lascivas y exposición del propio cuerpo para placer sexual.
Las víctimas de abuso y manipulación a menudo quedan atrapadas en una autoimagen de victimización. El perfil psicológico de la victimización incluye una variedad de sentimientos y emociones, como una sensación generalizada de impotencia, pasividad, pérdida de control, pesimismo, pensamiento negativo, fuertes sentimientos de culpa, vergüenza, autoculpa y depresión.  Esta manera de pensar puede llevarnos a la desesperanza y la desesperación.  El rol de víctima puede verse reforzado por las personas que se consideran a sí mismas como personas que tenían la misma capacidad de acción en el momento en que fueron victimizadas que la que tienen en el presente. 
Según Koçtürk, Nilüfer et al.  el momento de la revelación entre las víctimas de abuso puede variar, especialmente cuando se trata de abuso sexual. Si el evento ocurrió durante su infancia o adolescencia, es posible que no se lo cuenten a nadie hasta la edad adulta. Las razones para hacerlo son numerosas, como no querer llamar la atención sobre el acontecimiento, no querer que el acontecimiento se convierta en un espectáculo público, miedo a que sus compañeros, amigos y otras personas piensen negativamente de ellos y no querer causar problemas en el hogar. Se ha descubierto que las víctimas que revelan su situación a sus familiares de manera temprana suelen tener niveles más altos de apoyo de dichos familiares y de su comunidad. Es muy necesario animarles a que revelen su experiencia traumática lo antes posible.
Estudios realizados por Andronnikova y Kudinov  buscaron determinar una correlación entre el grado de abuso y victimización, y la probabilidad de la víctima de exhibir comportamientos consistentes con una mentalidad de víctima. Los estudios lograron identificar una fuerte correlación entre las personas con mentalidad de víctima y conductas negativas como el catastrófico, la autoexigencia, la exigencia hacia los demás y la baja tolerancia a la frustración.

### Tratamiento
En 2005, un estudio dirigido por el psicólogo Charles R. Snyder indicó que si una persona con mentalidad de víctima se perdona a sí misma o a la situación que condujo a ese estado mental, los síntomas de TEPT u hostilidad pueden verse mediados. 
Para las víctimas adolescentes, el apoyo grupal y las técnicas de psicodrama pueden ayudar a las personas a obtener una visión realista de los traumas pasados, viendo que eran indefensos pero ya no lo son.  Estas técnicas enfatizan los sentimientos de las víctimas y la expresión de esos sentimientos. Los grupos de apoyo son útiles para permitir que otros practiquen técnicas de asertividad y apoyar a otros en el proceso. 
Las técnicas exitosas han incluido métodos de enseñanza terapéutica relacionados con conceptos de teoría de decisión normativa, inteligencia emocional, terapia cognitiva y locus de control psicológico. Estos métodos han demostrado ser útiles para permitir que las personas con una mentalidad de víctima la reconozcan y se liberen de ella. 

## Trauma, victimización y victimología
El trauma puede socavar las suposiciones de un individuo sobre el mundo como un lugar justo y razonable y estudios científicos han descubierto que la validación del trauma es importante para la recuperación terapéutica. Es normal que las víctimas quieran que los perpetradores asuman la responsabilidad de sus malas acciones y los estudios realizados en pacientes y terapeutas indican que consideran que la validación del trauma y la victimización es importante para la recuperación terapéutica.  De Lint y Marmo identifican una mentalidad "antivictimista" existente dentro de la sociedad en su conjunto y aquellos que eligen usar la etiqueta de mentalidad de víctima, esperando que los individuos sólo sean "verdaderas víctimas" al mostrar fortaleza y negarse a mostrar dolor, siendo las demostraciones de dolor vistas como un signo de debilidad. Esto creará un entorno en el que se espera que la víctima comparta sus emociones, solo para ser juzgada por mostrarlas.  : 55 
La victimología ha estudiado las percepciones de las víctimas desde perspectivas sociológicas y psicológicas. Las personas que son víctimas de un delito tienen una relación complicada con la etiqueta de víctima; pueden sentir que están obligadas a aceptarla para recibir ayuda o para procesos legales; pueden sentir que aceptar la etiqueta es necesario para evitar la culpa; pueden querer rechazarla para evitar la estigmatización o darse un sentido de agencia; pueden aceptar la etiqueta debido a un deseo de justicia en lugar de simpatía. Puede haber una falsa dicotomía entre los roles de víctima y sobreviviente, que no reconoce la capacidad de acción de las víctimas (por ejemplo, al abandonar a sus abusadores) o el hecho de que la conducta de otros les causó daño. 

## Victimismo colectivo, competitivo e inclusivo

### Victimismo colectivo
El victimismo colectivo es una mentalidad compartida por los miembros de un grupo de que su propio grupo ha sido dañado deliberadamente e inmerecidamente por otro grupo.   Los psicólogos políticos Bar-Tal y Chernyak-Hai escriben que la mentalidad de víctima colectiva se desarrolla a partir de una progresión de autorrealización, reconocimiento social y eventuales intentos de mantener el estatus de víctima.  Los investigadores han observado que un fuerte sentimiento de victimización colectiva está asociado con un bajo nivel de perdón y un mayor deseo de venganza.  Encontraron que este patrón se replicaba en diferentes contextos, como al pensar en el Holocausto,  el conflicto en Irlanda del Norte,  y el conflicto israelí-palestino.   

### Victimismo competitivo
El victimismo competitivo se refiere a una tendencia a considerar que el propio grupo ha sufrido más en comparación con un grupo adversario y describe la dinámica en conflictos violentos e intratables donde cada grupo busca demostrar que ha sufrido más que el grupo adversario. Como resultado, los grupos involucrados en conflictos violentos tienden a percibir su victimización como exclusiva y pueden menospreciar, minimizar o incluso negar el dolor y el sufrimiento del grupo adversario. Los investigadores observan que el victimismo competitivo surge del deseo de las partes en conflicto de defender su imagen moral, recuperar su autonomía y ganar poder. Se ha descubierto que el victimismo competitivo obstaculiza de forma crítica y significativa la resolución de conflictos y la reconciliación, así como disminuir el potencial de una futura coexistencia pacífica.

### Victimismo inclusivo
Algunos investigadores han argumentado que las creencias de las víctimas no necesariamente contribuyen al conflicto grupal, planteando la hipótesis de que las víctimas que reconocen similitudes entre las experiencias de los grupos de víctimas pueden aumentar la empatía y el comportamiento prosocial hacia grupos externos y grupos adversarios.  Esto puede ayudar en el proceso de reconciliación, disminuyendo el victimismo competitivo y posibilitando el perdón.    Otros investigadores plantean la hipótesis de que, en lugar de resaltar el victimismo inclusivo, el énfasis debería estar en la humanidad compartida. 